# Васинаускас, Петрас Казевич
Петрас Казевич Васинаускас — советский хозяйственный, государственный и политический деятель, учёный-растениевод, доктор сельскохозяйственных наук, профессор, член-корреспондент Академии наук Литовской ССР. Лауреат Государственной премии Литовской ССР (1967).

## Биография
Родился в 1906 году в Пасвалисе. Член КПСС.
С 1929 года — на хозяйственной, общественной и политической работе. В 1929—1946 гг. — агроном, участник революционной подпольной борьбы в Литве, директор Сельскохозяйственной палаты, начальник Агротехнического управления Наркомзема Литовской ССР, аспирант МСХА им. Тимирязева, директор Дотнувской испытательной станции, начальник отдела растениеводства, директор Института сельского хозяйства Академии наук Литовской ССР, заведующий кафедрой растениеводства, проректор, профессор Литовской сельскохозяйственной академии.
Избирался депутатом Верховного Совета СССР 5-го созыва.
Умер в Вильнюсе в 1995 году.